# Diseño de la Tribune Tower de Eliel Saarinen
Diseño de la Tribune Tower de Eliel Saarinen o Torre Saarinen son términos utilizados para describir el diseño sin nombre y sin construir para un rascacielos modernista, creado por el arquitecto finlandés Eliel Saarinen y presentado en 1922 para el concurso de arquitectura para una nueva sede del Chicago Tribune. La obra ganadora, la neogótica Tribune Tower, se construyó en 1925 en Chicago, en el estado de Illinois (Estados Unidos). La propuesta de Saarinen quedó en segundo lugar, pero se convirtió en influyente en el diseño de varios edificios futuros.

## Contexto
Entre 1921 y 1922, se llevó a cabo el destacado concurso Tribune Tower para diseñar una nueva sede del Chicago Tribune, un importante periódico metropolitano estadounidense. Atrajo 260 entradas. El primer lugar fue otorgado a un diseño de los arquitectos neoyorquinos John Mead Howells y Raymond Hood, un edificio neogótico terminado en 1925. Saarinen recibió 20 000 dólares por el segundo lugar; su diseño nunca se construyó. Muchos observadores sintieron que la torre retranqueada simplificada pero elevada de Saarinen era la entrada más apropiada, y su novedoso diseño modernista influyó en muchos proyectos arquitectónicos posteriores.
Saarinen era un arquitecto veterano, pero nunca antes había diseñado un rascacielos. Para llegar a su notable diseño, tomó como punto de partida el barrido ascendente de la arquitectura gótica, pero luego avanzó este sentido de verticalidad como su principal principio de diseño. Dijo que a través de la "construcción lógica" cada parte del diseño se hizo para reflejar el objetivo más amplio de la verticalidad. Tenía 49 años cuando presentó el diseño; al año siguiente se mudó de Finlandia al área de Chicago. En Estados Unidos, contribuyó a un diseño general para la orilla del lago de Chicago y dio una conferencia en la Universidad de Míchigan, pero ninguno de sus diseños de rascacielos se construyó. En cambio, otros tuvieron éxito incorporando su visión. El co-ganador del concurso Tribune Tower, Raymond Hood, adoptó el estilo de rascacielos de Saarinen para varios de sus proyectos posteriores, y el diseño de Saarinen fue emulado por otros arquitectos contemporáneos como Timothy L. Pflueger, George W. Kelham, Hubbell y Benes, Holabird & Roche., Alfred C. Finn y James Edwin Ruthven Carpenter, Jr., así como el posterior arquitecto César Pelli.

## Recepción
El respetado arquitecto de Chicago Louis Sullivan elogió el diseño de Saarinen y dijo que su edificio indicaba la dirección futura de la antigua Escuela de Chicago. Sullivan nombró a Saarinen su sucesor estilístico. Los arquitectos de Chicago Thomas Tallmadge e Irving Kane Pond también elogiaron a Saarinen. Pond dijo que el diseño de Saarinen era, con mucho, el mejor trabajo del concurso, que carecía de los adornos superficiales que aparecían en el trabajo ganador y estaba libre del "dominio de las formas convencionales". Tallmadge proyectó que el diseño de Saarinen sería transformador para los rascacielos estadounidenses. Dijo que bajo la mano de Saarinen, el espíritu del rascacielos, "deshacerse de sus inhibiciones y deseos reprimidos... salta con gozosa libertad al cielo".
La directora del Skyscraper Museum, Carol Willis, y el consultor de arte Franck Mercurio, curador del Field Museum de Chicago, ofrecen moderadores puntos de vista modernos sobre la influencia del diseño de Saarinen. Willis señala que la arquitectura escalonada mediante retrasos sucesivos en el desarrollo en altura de los pisos se estaba implementando en los rascacielos de Nueva York debido a la Ley de Zonificación de 1916 relacionada con la altura del edificio y la luz solar, y que se entendió que el diseño de Saarinen era una materialización de esta tendencia. Mercurio señala que la entrada al concurso Tribune Tower del arquitecto estadounidense Bertram Goodhue tiene las mismas características modernistas que Saarinen, con retranqueos dramáticos pero una simplificación más pronunciada del exterior. Mercurio sostiene que el diseño de Goodhue es un mejor ejemplo de modernismo porque tiene menos ornamentación. La entrada de Goodhue le valió una mención honorífica pero no un premio en efectivo.

## Edificios influenciados
Se considera que los siguientes edificios fueron influenciados por el diseño de Saarinen de 1922.
| Nombre                           | Imagen | Ubicación     | Arquitecto                                              | Pisos | Año  | Notas |
| -------------------------------- | ------ | ------------- | ------------------------------------------------------- | ----- | ---- | --- |
| American Radiator Building       |        | Nueva York    | Raymond Hood                                            | 23    | 1924 | El American Radiator Building fue el siguiente encargo de Raymond Hood tras su éxito en la competencia Tribune Tower. Hood adaptó rápidamente el estilo de Saarinen y lo aplicó a este diseño, que se terminó con la construcción antes de que se completara la Tribune Tower. |
| 140 New Montgomery               |        | San Francisco | Timothy L. Pflueger                                     | 26    | 1925 | Originalmente llamado Pacific Telephone & Telegraph Building, el 140 New Montgomery fue diseñado por el arquitecto de San Francisco Timothy L. Pflueger entre 1923 y 1924 para ser la sede de Pacific Telephone & Telegraph. El edificio de 26 pisos, terminado en 1925, fue el más alto de San Francisco durante 40 años, en estrecha relación con el Russ Building. La visión de Pflueger para el edificio consistía en combinar el énfasis vertical de Saarinen con las cualidades reflectantes del granito Sierra.                                                   |
| Russ Building                    |        | San Francisco | George Kelham                                           | 32    | 1927 | El Russ Building fue diseñado por el arquitecto George Kelham. El edificio de 32 pisos, terminado en 1927, fue el más alto de San Francisco durante 38 años, en estrecha relación con 140 New Montgomery. |
| AT&T Huron Road Building         |        | Cleveland     | Hubbell and Benes                                       | 24    | 1927 | Originalmente conocido como Ohio Bell Building, el AT&T Huron Road Building sirvió como oficinas y un centro de conmutación regional para la compañía telefónica Ohio Bell. El edificio fue diseñado por Hubbell y Benes con una visión modernista perpendicular siguiendo el ejemplo de Saarinen. |
| 333 North Michigan               |        | Chicago       | Holabird & Root, John Wellborn Root, Jr.                | 34    | 1928 | John Wellborn Root, Jr. diseñó el exterior de este rascacielos comercial, manteniendo la verticalidad limpia del diseño de Saarinen. |
| Fisher Building                  |        | Detroit       | Albert Kahn Associates, Joseph Nathaniel French         | 30    | 1928 | El Fisher Building fue construido al otro lado de la calle de la sede de General Motors (GM) para albergar las oficinas de Fisher Body que había sido adquirido en 1926 por GM. Joseph Nathaniel French de Albert Kahn Associates sirvió como arquitecto jefe. La mano de French es muy evidente, inspirándose en las limpias líneas verticales de Saarinen; el edificio es diferente a otras obras de Albert Kahn (arquitecto). |
| Beekman Tower                    |        | Nueva York    | John Mead Howells                                       | 26    | 1928 | La Beekman Tower fue diseñada por John Mead Howells para el capítulo de Nueva York de la Asociación Panhelénica. Its setbacks and massing were based on Saarinen's design. |
| JPMorgan Chase Building          |        | Houston       | Alfred C. Finn, Kenneth Franzheim, y J. E. R. Carpenter | 36    | 1929 | Originalmente conocido como el Gulf Building y construido para albergar las oficinas de Gulf Oil, el Banco Nacional de Comercio y los hermanos Sakowitz, el edificio fue encargado por un político y empresario de Texas Jesse H. Jones. Su perfil escalonado se basó en el diseño de Saarinen de 1922. Más tarde fue conocido como el Edificio del Banco de Comercio de Texas. Fue el edificio más alto de Houston hasta 1963. |
| David Stott Building             |        | Detroit       | Donaldson and Meier                                     | 38    | 1929 | El David Stott Building es el más alto jamás diseñado por Donaldson y Meier. La verticalidad se enfatiza por la casi ausencia de ornamentación y por una huella relativamente pequeña que produce un perfil esbelto. El edificio presenta una serie de contratiempos desde el piso 23 hacia arriba. El profesor de arquitectura de Míchigan Eric J. Hill del Instituto Estadounidense de Arquitectos escribió que el edificio David Stott es un ejemplo clásico de modernismo, y que pocos rascacielos de Detroit "capturaron el ideal" del diseño de Saarinen tan bien. |
| Seattle Tower                    |        | Seattle       | Albertson, Wilson & Richardson                          | 27    | 1929 | La Seattle Tower fue construida como Northern Life Tower, para servir como sede de Northern Life Insurance Company. Los arquitectos Albertson, Wilson & Richardson se inspiraron en el diseño de orientación vertical de Saarinen. |
| Shell Building                   |        | San Francisco | George Kelham                                           | 28    | 1929 | El Shell Building en San Francisco fue diseñado por George Kelham. El edificio de 28 pisos se completó en 1929. Kelham enfatizó la verticalidad gótica; la parte superior del edificio se parece especialmente al diseño de Saarinen. |
| Powhatan Apartments              |        | Chicago       | Leichenko & Esser, Charles L. Morgan                    | 22    | 1929 | El Powhatan es uno de los cinco edificios de apartamentos financiados a finales de la década de 1920 por Garard Trust, diseñado por el estudio de arquitectura Leichenko & Esser, con Charles L. Morgan responsable de la apariencia. Fue influenciado en gran medida por el diseño exterior despojado de Saarinen que incorpora pilares verticales ininterrumpidos. |
| Daily News Building              |        | Nueva York    | John Mead Howells, Raymond Hood                         | 36    | 1930 | La sede del New York Daily News es un edificio modernista diseñado por Howells y Hood, los ganadores del concurso Tribune Tower. Aunque el exterior está mayormente libre de adornos, Howells y Hood adoptaron un estilo art déco más expresivo en su diseño del interior, especialmente el vestíbulo. |
| McAllister Tower Apartments      |        | San Francisco | Timothy L. Pflueger                                     | 28    | 1930 | El McAllister Tower Apartments, originalmente el Hotel William Taylor, fue diseñado por Timothy L. Pflueger para una congregación de la iglesia. El edificio de 28 pisos, terminado en 1930, fue inicialmente una combinación inusual de iglesia al nivel de la calle y hotel en los pisos superiores. |
| Tower Petroleum Building         |        | Dallas        | Mark Lemmon                                             | 23    | 1931 | El arquitecto Mark Lemmon se apegó a la visión de Saarinen al implementar dos retranqueos. |
| Wells Fargo Center               |        | Mineápolis    | César Pelli                                             | 57    | 1989 | Al principio de su carrera, César Pelli fue diseñador de proyectos bajo Eero Saarinen, el arquitecto hijo de Eliel Saarinen. Al igual que otras obras de Pelli, el Wells Fargo Center presenta los retranqueos distintivos de la propuesta de Saarinen. |
| 181 West Madison Street          |        | Chicago       | César Pelli                                             | 50    | 1990 | La fuerte verticalidad del 181 West Madison Street se ve enfatizada por los retranqueos a la manera de Saarinen. |
| Bank of America Corporate Center |        | Charlotte     | César Pelli                                             | 60    | 1992 | Al igual que otras obras de Pelli, el Bank of America Corporate Center presenta los retranqueos distintivos de la propuesta de Saarinen. |